# 志賀貢
志賀 貢（しが みつぐ、1935年6月10日 - 2023年2月20日）は、北海道出身の作家・医師。

## 人物・来歴
昭和医科大学卒業、同大学院医学研究科博士課程修了後、1971年「腫瘍細胞の細胞周期と放射線感受性について」で医学博士を取得。臨床医として約50年にわたって診療を行い、現在も現役医師として日々患者に接している傍ら、文筆活動においても『医者のないしょ話』（角川文庫）を初めとする小説やエッセイなど著書多数を出版。
また、内科医として診療の傍ら、小説、エッセイを執筆し、美空ひばり「恋港/美幌峠」（1986年）などの作詞も手掛け、屈斜路湖畔を望む美幌峠には歌碑が建立されている。この2作品は1986年10月10日に角川文庫から発行された「美幌峠で逢った女」の作中に詩として挿入されており、美幌町図書館に同書が保存されている。志賀が作中の二つの詩に曲が付いたことを知ったのは、5月の終わり頃であり、いちはやく出張先まで電話で知らせたのは、心筋梗塞で悩む患者であった。受話器から、作曲した岡千秋のピアノと歌声が流れて来た時は、志賀は腕に鳥肌が立った。岡が自ら唄っている「恋港」と「美幌峠」のテープを、ひばりに聞かせたのは、患者の主治医で兄弟以上の仲の親友であった。普段は気の強い親友であったが、この時だけは手が震え、飲んだことのない出されたコーヒーを一気に飲んで、その夜は、不眠症にかかるほどであった。志賀は「美幌峠で逢った女」の後書きに『すばらしい親友を持ったものだと、つくづく思う。親友の友情や、患者さん達の好意にもむくいるためにも、このレコードだけは、なんとしてもヒットしてほしいと願っている。』と書いている。ひばりが歌の舞台となった美幌を訪れる計画もあったが、体調を崩したため実現しなかった。実現していた場合、発売前の7月に美幌観光牛肉まつりの会場で発表し、発売後の10月8日に美幌町民会館で行なわれる記念カラオケ大会に出演予定であった。カラオケ大会では入院中の同2日に自ら録音した肉声コメントが、会場に流れた。志賀と岡と美幌との縁はこの後も続き、町内で行われた「美幌100年記念カラオケ大会」の審査員も務めた。

## 著作
- 『執刀の嘆き』デザインスタジオ・モア編集室編　1976
- 『医者にも言わせてほしい 間違いだらけの医者いじめに反論する』エール出版社　1978
- 『医者のないしょ話』正続　毎日新聞社　1979-80　のち角川文庫
- 『極意!医学的人相占い』毎日新聞社　1979
- 『男と女のないしょ話』毎日新聞社　1980　のち角川文庫
- 『大人になれる本 ドクトル志賀がないしょで教える』二見書房　サラ・ブックス　1980　『大人のないしょ話』角川文庫
- 『知床医者のないしょ話』毎日新聞社　1980　『北国医者のないしょ話』角川文庫
- 『男と女の占い方』毎日新聞社　1981
- 『女の誘い方』ごま書房・ゴマブックス　1981
- 『女の歓ばせ方part2』ごま書房・ゴマポケット　1981
- 『健康ことわざ事典』女子栄養大学出版部　1981
- 『しぐさでわかる人間診断 ドクトル志賀がないしょで教える』産報出版　1981　『「しぐさ」の人間診断』広済堂文庫　1996
- 『新・男と女のないしょ話』毎日新聞社　1981　『カラダのないしょ話』広済堂文庫　1995
- 『手のひらでわかる健康診断』産報出版　1981
- 『病院長のないしょ話 1千万円の脅迫倒産』毎日新聞社　1981　のち角川文庫
- 『夫と妻のナイト話』サンマーク出版　1982
- 『男と女の医学粋談』毎日新聞社　1982　『大人のないしょ話』広済堂文庫　1995
- 『体のことわざウソ・ホント』女子栄養大学出版部　1982　『からだと食べものおもしろことわざ事典』三笠書房・知的生きかた文庫
- 『酒飲みをはげます本』広済堂出版　1982　のち三笠書房・知的生きかた文庫
- 『新医者のないしょ話』毎日新聞社　1982
- 『病気にならないことわざ事典』女子栄養大学出版部　1982　のち三笠書房・知的生きかた文庫
- 『女を歓喜させる本』壱番館書房　1983
- 『思春期のないしょ話』毎日新聞社　1983
- 『まちがい健康学』毎日新聞社　1983　のち三笠書房・知的生きかた文庫
- 『おもしろくって,役にたつクイズ「健康」ゼミナール』講談社・オレンジバックス　1984
- 『女の子が読む本』広済堂出版・豆たぬきの本　1984
- 『血液型恋のないしょ話 上手に誘う、誘われる』徳間書店　1984
- 『血液型・こんな女と結婚したい 医学的にみた愛のパートナーさがし』角川書店　1984
- 『下町医者』毎日新聞社　1984
- 『Dr.志賀のおもしろ健康診断』part 1-2　角川文庫、1984-86
- 『アレルギーが消えた ぜんそく・じんましん・鼻炎がスッキリ』光文社・カッパ・ブックス　1985
- 『血液型・体型別しつけ法 上手なほめ方・しかり方』学習研究社　1985
- 『血液型でステキな愛をみつけよう 血液型+体型別データ満載』大陸書房　1985
- 『こんな恋人みつけたい 血液型ラブ・アタック大作戦』集英社文庫　1985
- 『新々医者のないしょ話』毎日新聞社　1985
- 『青春女医物語』角川文庫　1985（小説）
- 『ドクターの血液型面白雑学事典』編　毎日新聞社　1985
- 『肉を食べて健康にやせる 太る体質はこれで解消』光文社・カッパ・ブックス　1985
- 『あなたもW60をきれる 美しく、健康にやせる本』広済堂出版　1986
- 『下町医者のないしょ話』角川文庫　1986
- 『ドクター志賀の「しぐさ」でわかる人間診断 一目で見抜く体の異常・心の内側』大和出版　1986『「しぐさ」の秘密』廣済堂文庫　1997
- 『ドクターのとっておき男だけのないしょ話』角川文庫　1986
- 『美幌峠で逢った女』角川文庫　1986（小説）
- 『やぶ髭物語』角川文庫　1986（小説）
- 『医者のウラ話健康常識のウソ・ホント』白馬出版　1987
- 『医者のとっておきの話』角川文庫　1987
- 『医者のないしょ話 ぞくぞく』毎日新聞社　1987
- 『かしこい相手の読み方、自分の見せ方』白馬出版　1987
- 『性に関する諺事典 男と女の知的会話のために』ベストセラーズ・ワニ文庫　1987
- 『ドクター志賀のとっておきの雑学 知って役立つ医学・健康・sexの知識』永岡書店　1987
- 『白衣のないしょ話』角川文庫　1987（小説）
- 『町医者のないしょ話』角川文庫　1987
- 『漁火医者』毎日新聞社　1988（小説）のち角川文庫
- 『医者のちょっといい話』角川文庫　1988
- 『男と女の謎解き事典 性の不思議が見えてきた』ベストセラーズ・ワニ文庫　1988
- 『青春医者のないしょ話』角川文庫　1988（小説）
- 『正しい女の見分け方 Dr.志賀のないしょ講義 外見だけでわかるオンナ診断法』こう書房　1988
- 『ドクター志賀の男と女のおいしい雑学 からだとsex、おもしろ話、ためになる話満載』永岡書店　1988
- 『人情医者のないしょ話』角川文庫　1988（小説）
- 『若き女医のないしょ話』角川文庫　1988（小説）
- 『愛情医者のないしょ話』角川文庫　1989（小説）
- 『男の本能、女の構造。  性に関する究極の謎学』ベストセラーズ・ワニ文庫　1989
- 『北の夜明け』毎日新聞社　1989（小説）
- 『ことわざが教える健康術 長寿国日本の秘密はことわざにあった!!』日本テレビ放送網・1989
- 『性の心理法則 女をその気にさせる誘い方・歓ばせ方』ごま書房　1989
- 『名医のないしょ話』角川文庫　1989
- 『友情医者のないしょ話』角川文庫　1989（小説）
- 『男と女の大百科 愛し方・愛され方の医学』ベストセラーズ・ワニ文庫、1990
- 『男と女の好色くらべ どっちが消耗するかの医学』ベストセラーズ・ワニ文庫、1990
- 『おんな透視の医学 外見に騙されない男の知恵 えっ、そこまでわかる!?』ベストセラーズ・ワニ文庫
- 『「からだと健康」ものしり雑学』三笠書房・知的生きかた文庫　1990
- 女医彩子シリーズ、光文社文庫

女医彩子の事件カルテ　1990
女医彩子の誤診騒動　1991
女医彩子の恋愛診察室　1991（小説）
女医彩子は名探偵　1991（小説）
女医彩子の恐怖の往診　1992
女医彩子の白衣の告白　1992
女医彩子の夜の回診　1992
女医彩子と疑惑の主治医　1993
女医彩子の初心な主治医　1993
女医彩子の男と女の(秘)カルテ 健康、セックス、ストレス、最新とっておき情報　1993
女医彩子の華麗なる復讐　1994
女医彩子のミステリー病棟　1994
女医彩子の健康相談 衣食住からセックスまで　1995
女医彩子の欲望クリニック　1995
女医彩子の炎の研修医　1996
- 『性の謎面白すぎる雑学知識 いつだって男と女は複雑怪奇』青春出版社・青春best文庫　1990
- 『熱血医者のないしょ話』角川文庫　1990（小説）
- 『博士のないしょ話』角川文庫　1990（小説）
- 『医学博士志賀貢の保健体育 学校ではココまで教えない』関西テレビ放送　1991
- 『医者を殺した女』角川文庫　1991（小説）
- 『医者のここだけの話 男と女の性の不思議』大陸文庫　1991
- 『女医翔子の復讐』角川文庫　1991（小説）
- 『性の謎面白すぎる雑学知識 part 2もっと知りたい男と女の悦楽奥義』青春best文庫　1991
- 『安心して酒に強くなる本』潮文社　1992
- 『オトナが読む本』1-4集　広済堂文庫　1992-94
- 『オホーツク青春医者物語』角川文庫　1992
- 『医者の耳よりな話 男と女の保健体育』大陸文庫　1992
- 『男と女の広辞艶』勁文社文庫21　1993
- 『オトナが歓ぶエッチな話 ちょっと過激な男と女のセクソロジー』1-2　日本文芸社・にちぶん文庫　1993-95
- 『殺人病棟 美人医大秘書殺人事件』光文社文庫　1993
- 『ドクター志賀の健康ないしょ話』毎日新聞社　1993
- 『病い知らずの健康ことわざ事典 すぐ役立つ家庭医学の知恵と知識 医者が教える元気の秘訣』雄鶏社　1993
- 『赤ちゃんの病気は穴を見よ 先人に学ぶ育児の知恵袋』ごま書房・ゴマブックス　1994
- 『オトナが感じるエッチな話 ひと味ちがう男と女のセクソロジー』日本文芸社・にちぶん文庫　1994
- 『オトナが愉しむエッチな話 もっと知りたい男と女のセクソロジー』日本文芸社・にちぶん文庫　1994
- 『快楽殺人』祥伝社ノン・ポシェット　1994
- 『健康一語 ストレスに大豆、目薬より寝薬』ごま書房・ゴマブックス　1994
- 『凍りついたメス』祥伝社ノン・ポシェット　1994
- 『誤診の壁 日系女性殺人事件』光文社文庫　1994
- 『ドクター志賀の男と女ナイショの快感H学』双葉文庫　1994
- 『脳死病棟』光文社文庫　1994
- 『間違いだらけの健康常識 知らないと恐ろしい…』雄鶏社　1994
- 『密室感染 日高=富良野殺人事件』光文社文庫　1994
- 『愛される愛し方 ドクター志賀の秘密のテキスト』ぶんか社　1995
- 『オトナが燃えるナイショの話 ちょっと過激な男と女の性の神秘』日本文芸社・にちぶん文庫　1995
- 「女医は見ていた」祥伝社ノン・ポシェット

体外受精 女医は見ていた』1995
欲望病棟 女医は見ていた』1995
愛欲病棟 女医は見ていた』1996
突然死 女医は見ていた』1997
- 『多重人格 医大病院連続殺人事件』光文社文庫　1995
- はぐれ医者放浪記シリーズ　徳間文庫

大誤診 はぐれ医者放浪記　1995
愛情感染 はぐれ医者放浪記　1996
誤診カルテ はぐれ医者放浪記函館旅情篇　1996
過激愛 はぐれ医者事件カルテ富良野旅情篇　1997
- 『ドクター志賀の男と女新ラブテクH学』双葉文庫　1995
- 『ドクター志賀の女が歓ぶHの法則』竹書房文庫　1995
- 『Dr.志賀の土曜日の診察室』徳間文庫　1995
- 『ドクター志賀のヘルシーH学』双葉文庫　1995
- 『間違いだらけの健康常識 2　知ってて安心…』雄鶏社　1995
- 『まるごとわかる女のエッチ ドクターが明かす体験的研究』祥伝社ノン・ポシェット　1995　『まるごとわかる女のからだ ドクターが明かす体験的研究』祥伝社黄金文庫
- 『迷走治療 美人看護婦殺人事件』光文社文庫　1995
- 『科学的血液型「相性」判断 うまくいくのはどのタイプ』光文社カッパ・ホームス　1996
- 『カルテのないしょ話』酣灯社　1996
- 『恐怖の万歩計 銀座紅色診療所』光文社文庫　1996
  - 『薬の効かない患者たち 銀座紅色診療所』光文社文庫　1998
- 『性のおもしろ大疑問 あなたの「性知識」は問違いだらけ!』河出書房新社　Kawade夢文庫　1996
- 『洗脳殺人』日本文芸社,日文文庫　1996
- 『ちょっと気になるオトナの性医学 不思議な不思議な男と女の性の神秘』日本文芸社,にちぶん文庫　1996
- 『DNA鑑定殺人事件』光文社文庫　1996
- 『Dr.志賀の男と女の(秘)H講座』成美堂出版 カンガルー文庫　1996
- 『復讐病棟 ピロリ菌殺人事件』光文社文庫　1996
- 「情熱ナース・水原絵梨花」光文社文庫

あぶない病院長 情熱ナース・水原絵梨花』1997
あやしい患者さん 情熱ナース・水原絵梨香』1997
面会人はストーカー 情熱ナース・水原絵梨花　1998
- 『オトナだけが愉しむ本 男と女のココロとカラダ』日本文芸社,にちぶん文庫　1997
- 『覚醒麻酔』光文社文庫　1997
- 『幻覚殺人 長編医学ミステリー』光文社文庫　1997
- 『ストーカー殺人』日文文庫　1997
- 『医局犯罪 早瀬教授の事件カルテ』徳間文庫　1998
- 『手術の代償 長編医学ミステリー』光文社文庫　1998
- 『母の診断書 長編小説』光文社文庫　1998
- 『男と女 愛と性の神秘』リム出版新社　1999
- 『恐怖の女患者 医者のないしょ話』光文社文庫　1999
- 『秘薬の処方箋 長編医学ミステリー』光文社文庫　1999
- 『夜の診察室とっておきの話』ビジネス社　1999
- 『連鎖ミス 長編医学ミステリー』光文社文庫　1999
- 『医療事故 長編医学ミステリー』光文社文庫　2000
- 『遅すぎた診断 医者のないしょ話』光文社文庫　2000
- 『女が喜ぶ「口説き」の法則』三笠書房・王様文庫　2000
- 『体によいことは健康ことわざの知恵に学べ 医者もすすめる健康術』河出書房新社,Kawade夢文庫　2000
- 『本日も誤診 医者のないしょ話』光文社文庫　2000
- 『誤認手術 長編医学ミステリー』光文社文庫　2001
- 『白衣の女 女医・朝比奈遥子』光文社文庫　2001
  - 『ダブル・ストーカー 女医・朝比奈遥子』光文社文庫　2002
- 『亭主に言ってやりたい健康一語 女房にもきかせたい』ごま書房　2002
- 『大学病院が死んだ日 長編小説』光文社文庫　2004
- 『主治医 長編小説』光文社文庫　2005
- 『かなりHな夜の教科書 あなたの「性知識」は間違いだらけ!』河出書房新社,2006
- 『男と女Hの教科書 誰も教えてくれない』コスミック文庫　2007
- 『大人の健康「新」常識』PHP文庫　2007
- 『女を「その気」にさせる技術』三笠書房,王様文庫　2007
- 『かなりHな(秘)心理テクニック 彼女をその気にさせる巧い誘い方、歓ばせ方の極意、教えます!』河出書房新社,Kawade夢文庫　2007　『彼女がとろけるSEX心理の教科書』河出書房新社,2011
- 『生涯現役!医者のホンネ健康法 今までの長寿神話では「健康寿命」は延ばせない』ごま書房新社　2016
- 『三途の川の七不思議 臨床経験からその謎を解き明かす』三五館　2017
- 『知的性生活 医師が教える大人の性の新常識』角川新書 2017
- 『臨終医のないしょ話』幻冬舎　2017
- 『臨終、ここだけの話 現場で見つめた、患者と家族の事情』三五館　2017　のち中公文庫
- 『臨終の七不思議 医師が見つめた、その瞬間の謎と心構え』三五館　2017　のち幻冬舎新書
- 『60歳からの幸せ臨終学』海竜社　2017
- 『臨終医は見た!「いのち」の奇跡 60歳からの"人生の岐路"に効く、生命力の磨き方』インプレス, 2017.12
- 『臨終医だからわかる天国に行く人、地獄に落ちる人』海竜社, 2017.12
- 『世界一しあわせな臨終 その迎え方の秘訣 人生を終えるとき、「自分の人生は幸せだった」と思いながら旅立つために。』メディアソフト, 2018.1
- 『孤独は男の勲章だ』幻冬舎, 2018.10
- 『あの世の七不思議 臨終医は見た!』ビジネス社, 2018.2
- 『私はどこで死んだらいいの? 在宅か施設か、それとも病院か。 賢い臨終の選び方』海竜社, 2018.2
- 『臨終の謎 医師が体験した不思議な話』中央公論新社, 2018.3
- 『間違いだらけのご臨終』角川新書 2018.7
- 『ポックリ往生の極意 医者が教える最高の命の終わり方』海竜社, 2018.9
- 『男を強くする!食事革命』ベスト新書 2019.1
- 『医者はジェネリックを飲まない』幻冬舎, 2019.10
- 『イラストでわかるご臨終の不思議な世界』カワグチニラコ 絵. KADOKAWA, 2019.9
- 『最強の免疫スープ 命を守る「飲む点滴」』海竜社, 2020.12
- 『臨終医が見てきた人生の最期にみんなが後悔したこと50』PHP研究所, 2020.2
- 『医者が教える110歳の秘訣 長寿の決め手は免疫力だった!』(SB新書 SBクリエイティブ, 2020.7
- 『2千人を看取ってきた臨終医が教えるみんなが幸せになる最高の逝き方』PHP研究所, 2020.8
- 『コロナワクチン3回目打ちますか? 医者の私が接種しない理由』幻冬舎, 2021.9

監修
- 『図解眠れなくなるほど面白い病理学の話』監修. 日本文芸社, 2019.7